# Balto

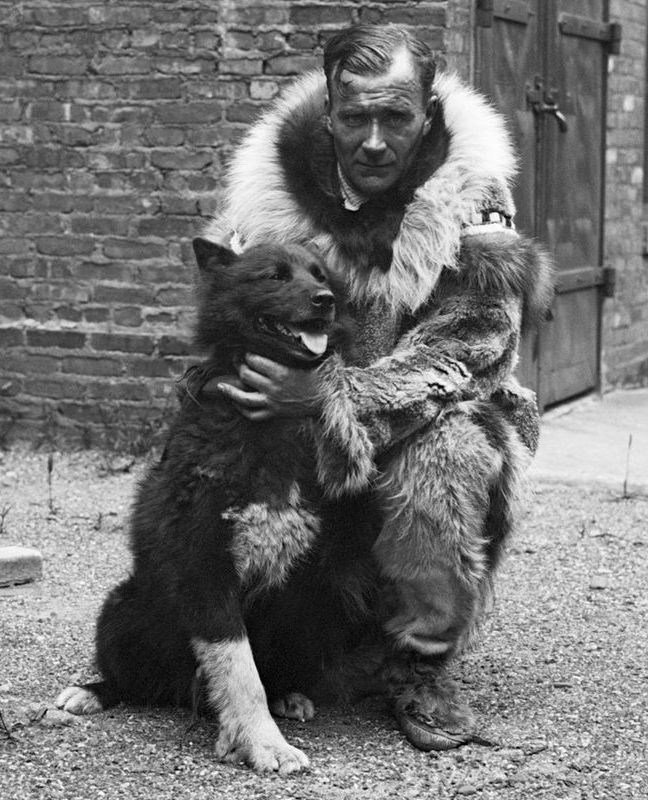
Balto i maszer Gunnar Kaasen

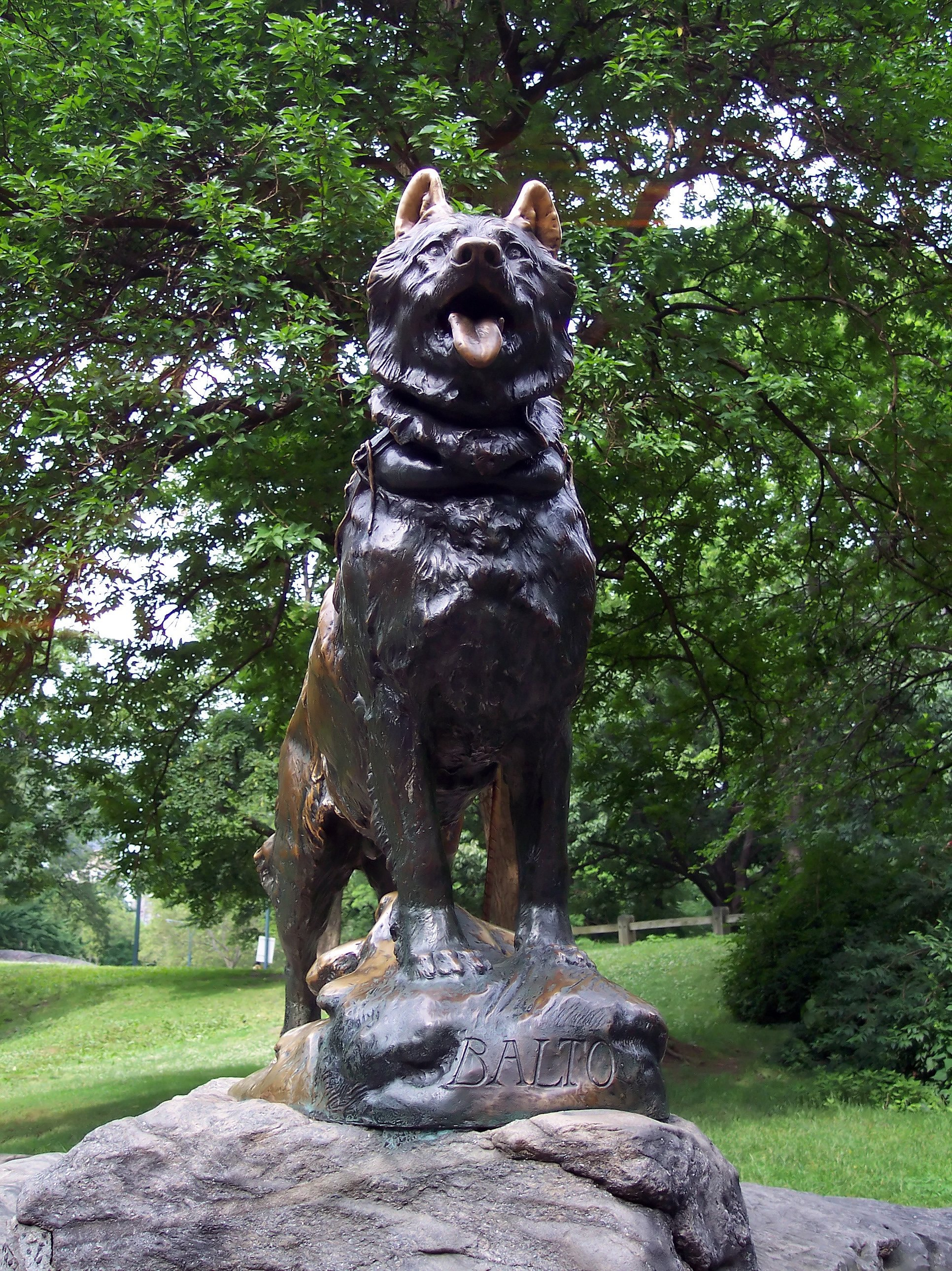
pomnik Balto w Central Park w Nowym Jorku

Balto (1919 – 14 marca 1933) – pies zaprzęgowy rasy husky syberyjski.
24 stycznia 1925 w Nome na Alasce, rodzinnym mieście Balto stwierdzono u 12 dzieci błonicę. Wkrótce nastąpiły nowe zachorowania i miastu groziła epidemia. Jedynym ratunkiem dla chorych była antytoksyna znajdujące się w szpitalu, w odległym o 1600 km Anchorage. Pociąg mógł dostarczyć lek jedynie do Nenana, odległego od Nome o ok. 1000 km. Z uwagi na złą pogodę niemożliwy był dalszy transport drogą wodną ani powietrzną. Zdecydowano się posłać po antytoksynę psie zaprzęgi. 20 załóg ruszyło w długą drogę, walcząc z wiatrem o prędkości 100 km/godz. i mrozem -40 stopni Celsjusza. 1 lutego paczkę z lekiem przekazano w wiosce Bluf Gunnarowi Kaasenowi – właścicielowi zaprzęgu, którego liderem był Balto. Gunnar ruszył w drogę, lecz już po paru godzinach dotknęła go ślepota śnieżna. Przez następne 20 godzin ślepy poganiacz mógł polegać tylko na instynkcie Balto, prowadzącym go do domu. Pies bezbłędnie odnalazł drogę w zawiei i zaprzęg przebył ostatnie 85 km. Wyczerpane psy dotarły 2 lutego o godzinie 5.50 do Nome, ratując tym samym życie dzieci. 1000 kilometrowa wyprawa, którą obliczono na 13 dni, zajęła w sumie ich 6.

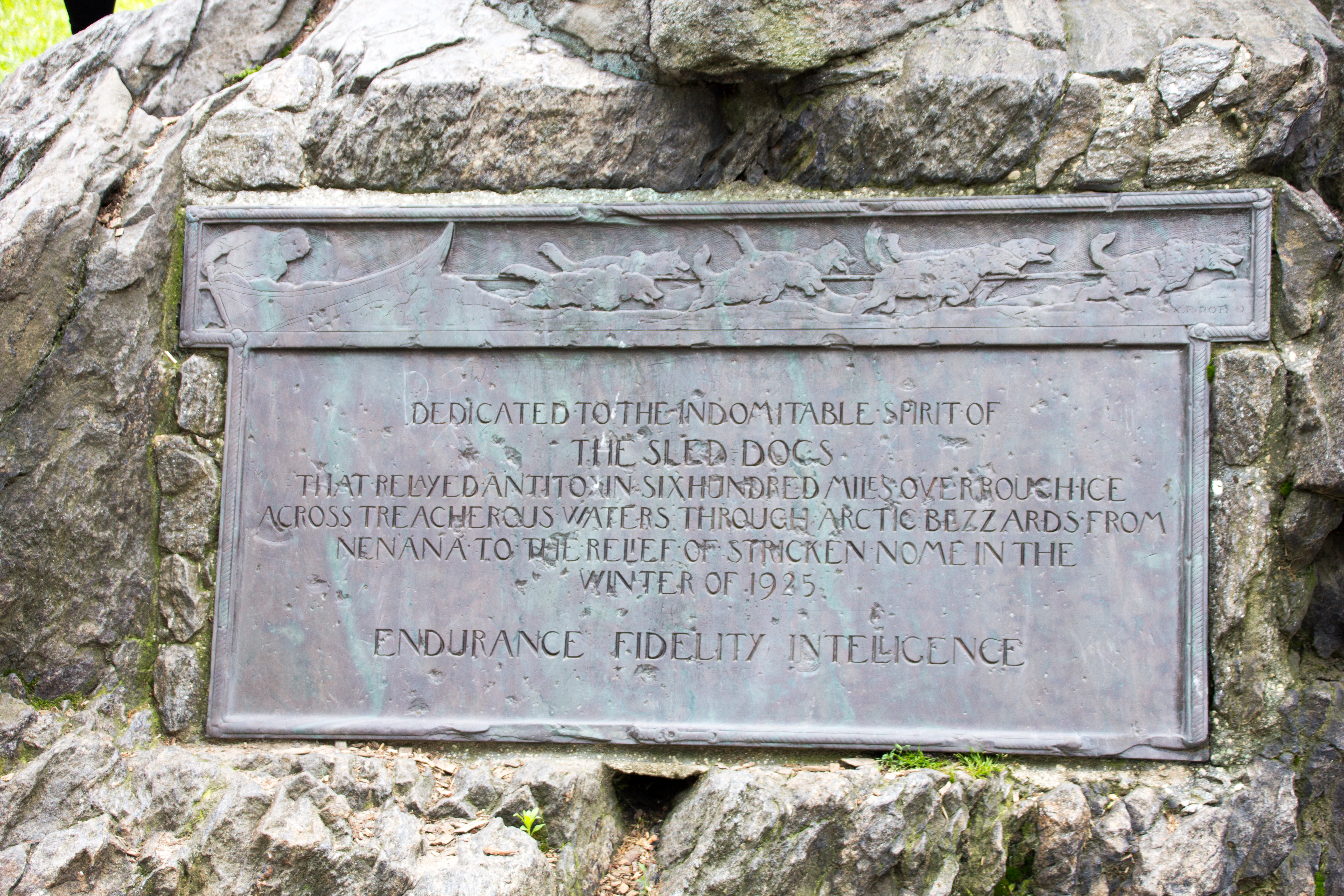
Tablica pod pomnikiem

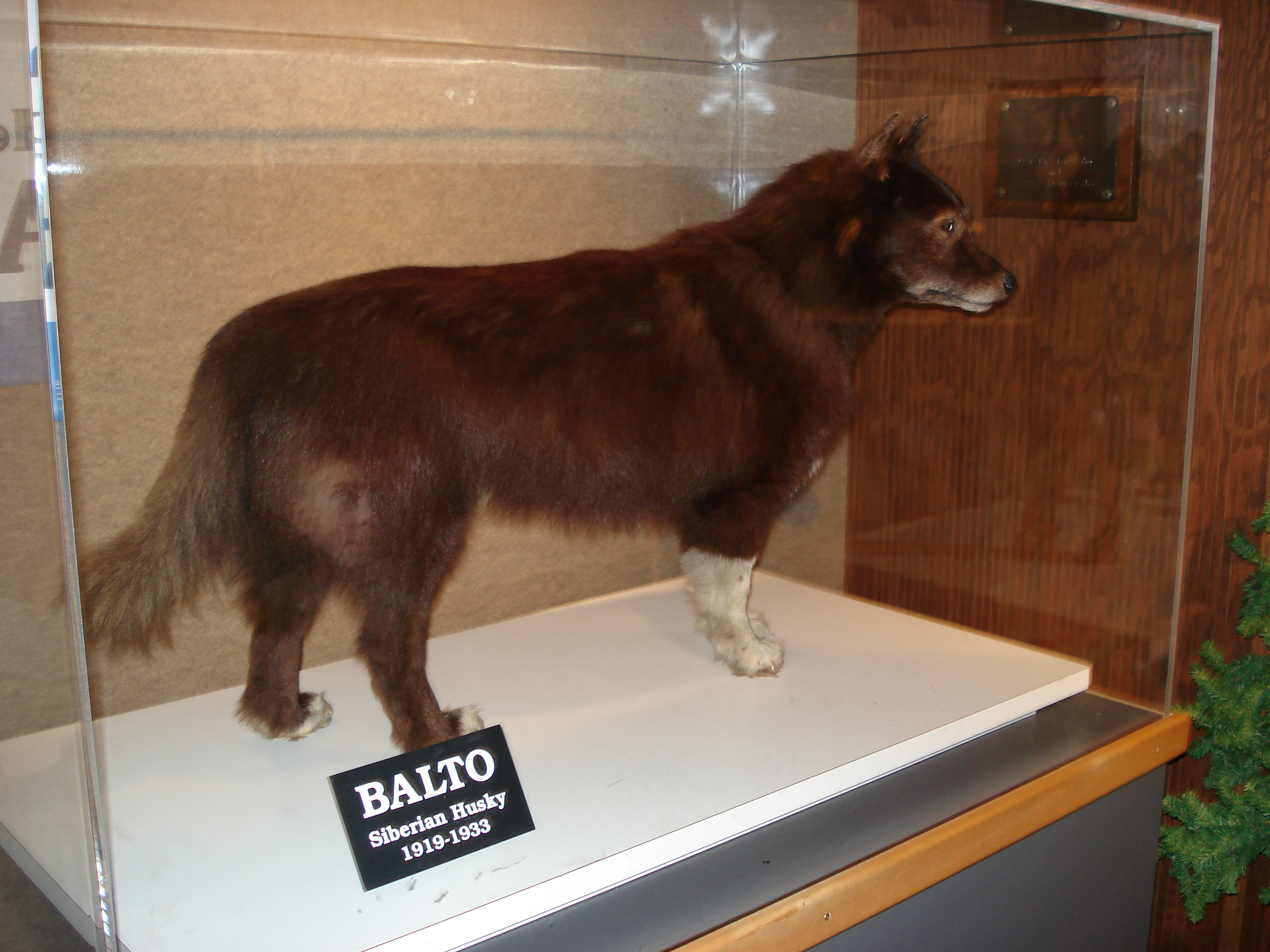
Balto w Muzeum Cleveland

Historia Balto wzbudziła wielkie zainteresowanie mediów. 17 grudnia 1925 odsłonięto na jego cześć pomnik w Central Parku, autorstwa F.G. Rotha. Napis na pomniku głosi:

Dedicated to the indomitable spirit of the sled dogs that relayed antitoxin six hundred miles over rough ice, across treacherous waters, through Arctic blizzards from Nenana to the relief of stricken Nome in the Winter of 1925.
Endurance · Fidelity · Intelligence

Dedykowane nieposkromionemu duchowi psich zaprzęgów niosącemu antytoksynę i pomoc z Nenana
przez 600 mil zdradzieckich wód, arktycznych zamieci
do nawiedzonego Nome w zimie 1925 roku – Wytrwałości, Wierności, Inteligencji
Po śmierci jego ciało zostało zakonserwowane i jest wystawiane do dziś w Cleveland Museum of Natural History.
Na cześć Balto, jego zaprzęgu i maszerów biorących udział w tej karkołomnej eskapadzie od 1973 roku odbywa się na prawie dwa razy dłuższej trasie wyścig Iditarod.
O wydarzeniu z 1925 roku opowiada m.in. film animowany Balto, w którym głosu tytułowemu psu użyczył Kevin Bacon.
Jego rodzice nie są znani, tym bardziej, że pracując wcześniej w zaprzęgach dla kopalni wokół Nome, nie był psem przewodnikiem, lecz jednym z wielu psów pociągowych.
Trasa liczyła niemal 1100 km (674 mil), zaś od momentu załadowania przesyłki na pierwsze sanie do momentu dotarcia do Nome upłynęło 127 godzin i 30 minut, czyli 5 dni i 7,5 godziny.
Po tym sukcesie Balto został „gwiazdą” i brał udział w kilku filmach.
Faktycznie jednak najdłuższą i najtrudniejszą część trasy do Nome, m.in. przez zamarzniętą zatokę, pokonał zaprzęg, którym kierował Leonhard Seppala, a liderem był jego pies Togo, określany jako zapomniany bohater „wyścigu miłosierdzia”.